# فينيكس هاغن
فينيكس هاغن (بالإنجليزية: Phoenix Hagen)‏ هو فريق كرة سلة ألماني تأسس في 2004 يقع في هاغن، ألمانيا. يلعب في الدوري الألماني لكرة السلة.

## وصلات خارجية
- الموقع الإلكتروني